# Aspitates obscurata
Aspitates obscurata là một loài bướm đêm trong họ Geometridae.